# Optik
Optik je strokovnjak oz. znanstvenik, ki deluje na področju optike.
V vsakdanju življenju optika srečujemo kot proizvajalca očal in leč.